# Au cœur de la ville
Pour plus de détails, voir Fiche technique et Distribution.
Au cœur de la ville est un film français réalisé par Pierre Gautherin et sorti en 1960.

## Synopsis
Louis sauve de la noyade une petite fille de 5 ans qui voulait se jeter dans le fleuve. Il l'emmène chez lui et la soigne, tout en retrouvant sa joie de vivre.

## Fiche technique
- Titre : Au cœur de la ville
- Réalisation : Pierre Gautherin
- Scénario : Pierre Gautherin
- Dialogues : Nills Tiffeneau
- Décors : Maurice Colasson
- Photographie : André Germain
- Son : Jacques Gallois
- Musique : Edgar Bischoff
- Montage : Gabriel Rongier
- Sociétés de production : Compagnie Générale de Commerce et de Technique (Saint-Maur) et Société Nouvelle Océans Films
- Genre : Mélodrame
- Durée : 75 minutes
- Date de sortie : France - 11 avril 1960

## Distribution
- Georges Chamarat : Louis
- Jacques Marin
- Henri Virlojeux
- Jeanne Fusier-Gir
- Irène Boyer-Louba
- Max Amyl
- Renée Barell
- Philippe Chauveau
- Hubert de Lapparent
- Max Doria
- Max Montavon
- Bernard Musson
- Albert Médina
- Viviane Méry
- Jackie Sardou